# 勾雪瑩
勾雪莹（1997年5月10日—），中国女歌手，生於黑龙江省，为前MOI组合成员。

## 经历
2016年，参与东方卫视《加油！美少女》，加入胜利战队担任队长，并有“蜜嗓少女”称号。同年12月31日，亮相东方卫视跨年晚会，与古巨基等歌手同台演唱。
2017年10月，出演网络剧《倔强的王者》，饰演角色苏黎。
2017年12月，随组合MOI出道，为队内队长（Leader）。组合于12月7日发布单曲专辑《整个世界》。同月21日，发布单曲《荣耀次元》。
2018年，与MOI组合成员王婷参加腾讯视频女团节目《创造101》，第七集遭到淘汰，最終排名48名。
2020年，以个人训练生名义参加爱奇艺《青春有你2》，第十六期遭到淘汰。

## 音乐作品

### 单曲
| 年份   | 名稱           | 附註                       |
| ------ | -------------- | -------------------------- |
| 2018年 | 《给外婆的歌》 | 勾雪莹作词，与赵晔共同作曲 |
| 2019年 | 《那时候》     |                            |
| 2019年 | 《五色笔》     |                            |
| 2019年 | 《Baby》       |                            |
| 2020年 | 《風鈴》       |                            |

### 创造101时期
| 发行时间 | 歌曲名称（歌曲说明）                            | 原唱者        |
| 2018     | 《勾马丹》 （初舞台、悠享版播出）               | 李玟          |
| 2018     | 《异类》（第一次公演）                          | 华晨宇        |
| 2018     | 《创造101》（同名主题曲）                       | 创造101练习生 |
| 2018     | 《Always》（《创造101》第二次位置测评竞演歌曲） | 尹未來        |

### 青春有你2时期
| 发行时间 | 歌曲名称（歌曲说明）                                      | 原唱者          |
| 2020     | 《旅行中的忘记》（初评舞台）                              | 袁娅维          |
| 2020     | 《亲亲》（爱奇艺《青春有你2》学员考核位置测评歌曲）       | 梁静茹          |
| 2020     | 《Yes! Ok!》（爱奇艺《青春有你2》主题曲）                 | 青春有你2训练生 |
| 2020     | 《我怎么这么好看》（爱奇艺《青春有你2》学员小组竞演歌曲） | 大张伟          |
| 2020     | 《有点甜》（爱奇艺《青春有你2》小组练习室复仇曲目）       | 汪苏泷／by2     |

## 影视作品

### 电视剧
| 年份   | 劇名       | 角色 |
| 2017年 | 倔强的王者 | 苏黎 |

### 固定綜藝節目
| 年份 | 電視台   | 節目名稱     | 附註   |
| ---- | -------- | ------------ | ------ |
| 2016 | 東方衛視 | 加油！美少女 | 參賽者 |
| 2018 | 騰訊視頻 | 創造101      | 參賽者 |
| 2020 | 愛奇藝   | 青春有你2    | 參賽者 |